# Заставний Роман Йосипович
Рома́н Йо́сипович Заставний (нар. 1 травня 1972, с. Ласківці, Теребовлянський район, Тернопільська область) — український політик. Міський голова Тернополя у 2006—2010 роках. Народний депутат України 8-го скликання (2014—2019). Член партії «Народний фронт». Голова Міжфракційного депутатського об'єднання «Тернопільщина» (від 2015).

## Життєпис

### Навчання
У 1979—1989 роках навчався у Ласковецькій середній школі, де одержав атестат про повну середню освіту.
У 1993 році закінчив Тернопільський фінансово-економічний університет (нині Західноукраїнський національний університет) і одержав диплом з відзнакою за спеціальністю «Бухгалтерський облік, контроль і аналіз господарської діяльності».

### Трудова діяльність
З 1993 року працював бухгалтером ПМП «Поле», з вересня 1994 — ревізором І категорії контрольно-ревізійного відділу ТОД АКБ «Україна», з жовтня 1995 року — головним ревізором.
У грудні 1996 року призначений головним бухгалтером операційного відділу ТОД АКБ «Україна», з травня 1998 по липень 1999 року працював заступником начальника операційного відділу ТОД АКБ «Україна».
У 1999 році отримав диплом Інституту післядипломної освіти ТАНГ (нині — ТНЕУ) за спеціальністю «Фінанси і кредит».
З липня 1999 року до липня 2000 року — заступник голови правління з фінансово-комерційної діяльності ВАТ «Тернопільська кондитерська фабрика».
З липня 2000 року — заступник голови правління з фінансово-комерційної діяльності ВАТ «Птахофабрика Тернопільська», з 31 липня того ж року — в. о. голови правління, з 18 серпня — голова правління.
Голова спостережної ради ТОВ «Протекшн-Груп».

### Політична діяльність

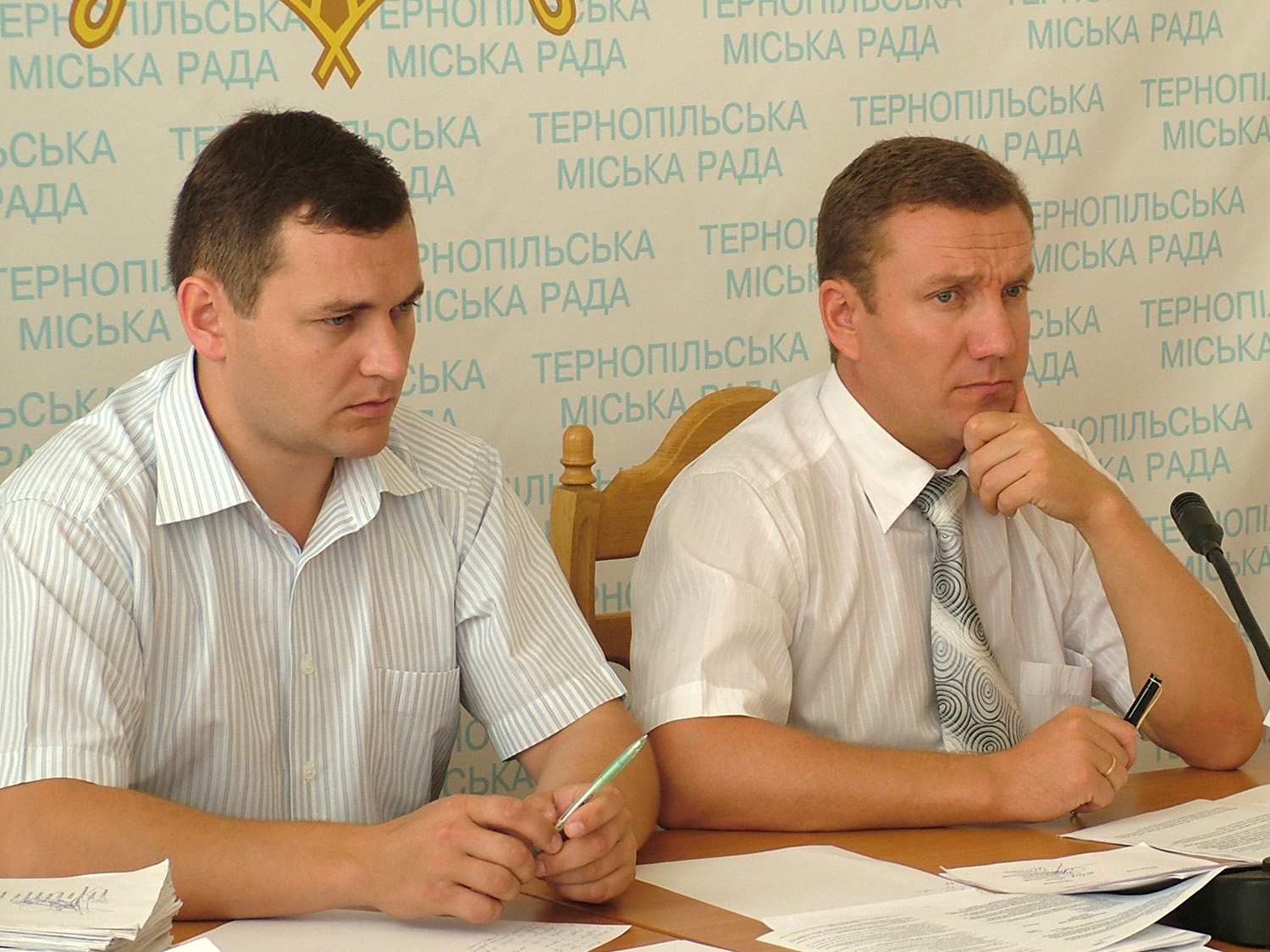
Тарас Білан і Роман Йосипович Заставний на сесії Тернопільської міської ради (2008 рік).

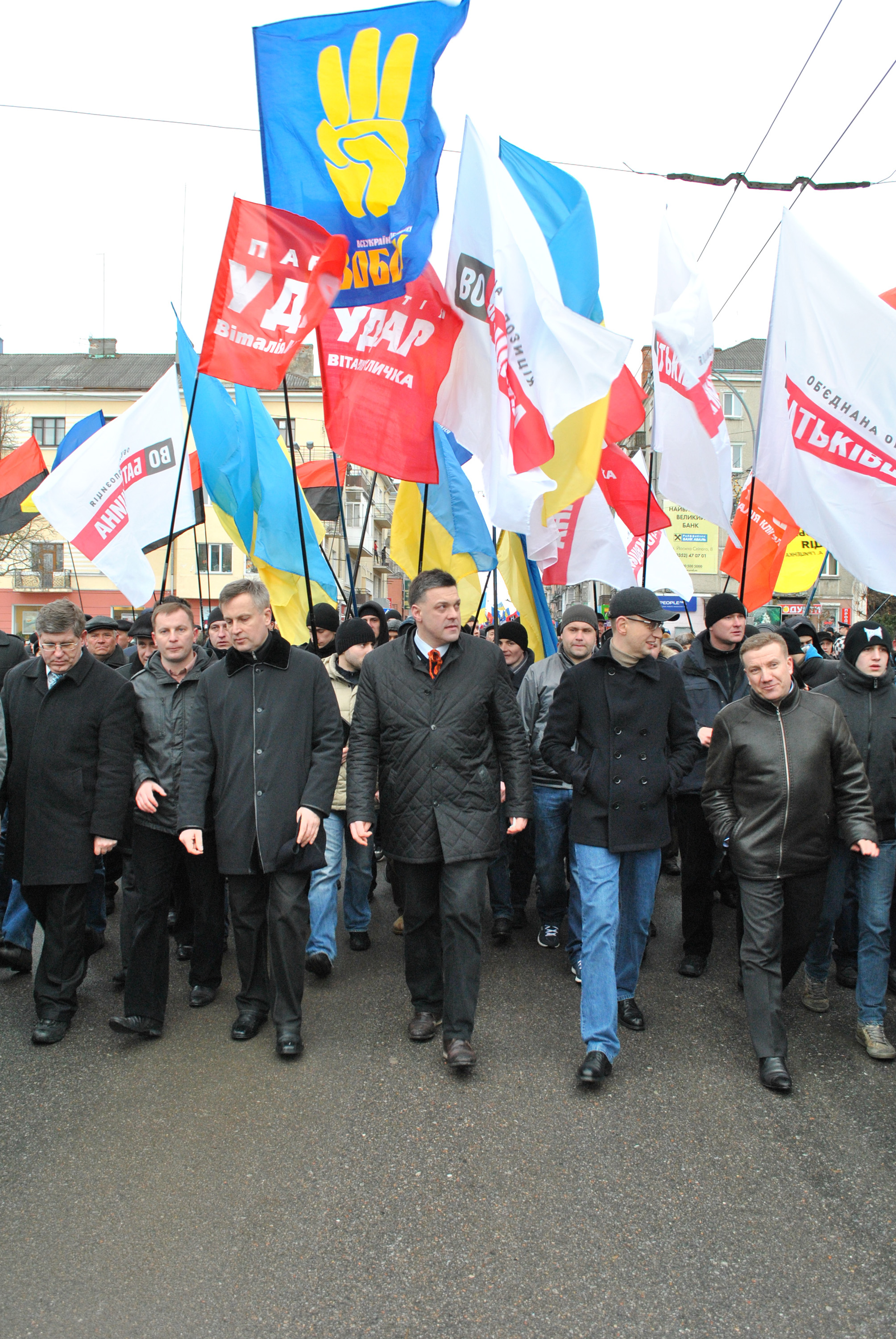
Під час акцій протестів «Вставай, Україно!»

Заступник голови ТМО політичної партії Народний Союз «Наша Україна», член Президії ТОО ВМГО «Молодіжний Союз Наша Україна», співкоординатор ГО «Майдан», співзасновник ТО ФРІД, голова оргкомітету Першого міжнародного інвестиційного форуму в Тернополі (2005), засновник ТМГО «Товариство тернополян». Член ради та співзасновник Асоціації «Союз птахівників України». Член політичної партії Народний Союз «Наша Україна».
У 2009 році разом з однодумцями створив та очолив осередок Тернопільської обласної організації політичної партії «За Україну!». З квітня 2012 року очолює Тернопільську обласну організацію політичної партії «Фронт Змін».

## Парламентська діяльність
На позачергових виборах до Верховної ради України 2014 року включений до виборчого списку партії «Народний фронт» під № 31. За результатами голосування стає народним депутатом України.
Був одним з 59 депутатів, що підписали подання, на підставі якого Конституційний суд України скасував статтю Кримінального колексу України про незаконне збагачення, що зобов'язувала держслужбовців давати пояснення про джерела їх доходів і доходів членів їх сімей. Кримінальну відповідальність за незаконне збагачення в Україні запровадили у 2015 році. Це було однією з вимог ЄС на виконання Плану дій з візової лібералізації, а також одним із зобов'язань України перед МВФ, закріпленим меморандумом.

### Родина
Дружина — Заставна Оксана Петрівна (1972 року народження, приватний підприємець); сини — Заставний Петро Романович (1993 року народження), Заставний Андрій Романович (1996 року народження).